# A.i.d.S. Royal
A.i.d.S. Royal ist das achte Soloalbum des deutschen Rappers B-Tight. Es erschien am 23. Februar 2018 über das Label Jetzt Paul und wird von Groove Attack vertrieben. Der Titel ist an das Rap-Duo Alles ist die Sekte, bestehend aus Sido und B-Tight, sowie an deren früheres Label Royal Bunker angelehnt. Die Deluxe-Edition des Albums enthält zusätzlich die A.i.d.S.-EP mit Sido.

## Produktion
Das Album wurde zum Großteil von B-Tight selbst produziert. Lediglich die Musik zum Lied Berliner Luft stammt von J.S. Kuster. Zudem wurden die Songs Vergiss das nicht, Wie Urlaub und Dankeschön von der Bonus-EP von Sido produziert.

## Covergestaltung
Das Albumcover ist komplett in Silber gehalten und zeigt das Logo von Alles ist die Sekte – einen als Mikrophon stilisierten Totenkopf. Auf dem Schädel befindet sich der Schriftzug B! Tight und rechts unten steht der Titel AidS Royal.

## Gastbeiträge
Auf fünf bzw. sechs Liedern des Albums treten neben B-Tight andere Rapper in Erscheinung. So ist die Rapgruppe Die Säcke auf dem Song Alter Sack zu hören, während Blokkmonsta einen Gastbeitrag auf Los geht’s hat. Am Track Berliner Luft ist Harris beteiligt, und auf Pörnchen arbeitet B-Tight mit dem Rapper King Orgasmus One, der hier als Orgie69 auftritt, zusammen. Der Berliner Rapper Shadow ist auf Generation MV vertreten, während auf dem Bonussong Tote Rapper MC Basstard auftritt.
Auf den sechs Liedern der A.i.d.S.-Bonus-EP ist zudem der Rapper Sido vertreten.

## Titelliste
| #  | Titel                    | Gastbeiträge | Länge |
| -- | ------------------------ | ------------ | ----- |
| 1  | Für den König            |              | 3:06  |
| 2  | Alter Sack               | Die Säcke    | 4:05  |
| 3  | AHU                      |              | 2:52  |
| 4  | Ewige Liebe              |              | 3:36  |
| 5  | Macht                    |              | 4:04  |
| 6  | Berliner Luft            | Harris       | 2:35  |
| 7  | Hier geht’s um Rap 2018  |              | 3:16  |
| 8  | Geil man                 |              | 3:35  |
| 9  | Bescheiden               |              | 2:59  |
| 10 | Wenn alle Stricke reißen |              | 3:30  |
| 11 | Nicht cool               |              | 3:39  |
| 12 | Los geht’s               | Blokkmonsta  | 3:05  |
| 13 | HRSNE                    |              | 3:15  |
| 14 | Pörnchen                 | Orgie69      | 2:52  |
| 15 | Hoch zum Dach            |              | 3:09  |
| 16 | Generation MV            | Shadow       | 3:24  |

Bonussongs der Download-Version:
| #  | Titel          | Gastbeiträge | Länge |
| -- | -------------- | ------------ | ----- |
| 17 | Spot an        |              | 2:58  |
| 18 | Tote Rapper    | MC Basstard  | 3:32  |
| 19 | Eklige Freunde |              | 3:08  |

A.i.d.S.-Bonus-EP der Deluxe-Edition und Download-Version:
| # | Titel             | Gastbeiträge | Länge |
| - | ----------------- | ------------ | ----- |
| 1 | Alles schwarz     | Sido         | 3:28  |
| 2 | Aus’m MV          | Sido         | 3:01  |
| 3 | Vergiss das nicht | Sido         | 3:35  |
| 4 | Zurück zu einfach | Sido         | 3:03  |
| 5 | Wie Urlaub        | Sido         | 3:14  |
| 6 | Dankeschön        | Sido         | 2:46  |

## Chartplatzierungen und Singles
A.i.d.S. Royal stieg am 2. März 2018 auf Platz 1 in die deutschen Charts ein, womit B-Tight erstmals die Chartspitze erreichte. In der folgenden Woche fiel es auf Rang 65 und verließ anschließend die Top 100.
Als erste Single wurde am 15. Dezember 2017 der Song Für den König zum Download ausgekoppelt. Die zweite Auskopplung Alter Sack erschien am 19. Januar 2018. Neben Musikvideos zu den Singles wurden am 17., 22. und 24. Februar 2018 auch Videos zu Los geht’s, Berliner Luft bzw. AHU veröffentlicht.

## Rezeption
| Professionelle Bewertungen | Professionelle Bewertungen |
| -------------------------- | -------------------------- |
| Kritiken                   |                            |
| Quelle                     | Bewertung                  |
| laut.de                    | [ 4 ]                      |
| rappers.in                 | [ 5 ]                      |

Dani Fromm von laut.de bewertete A.i.d.S. Royal mit drei von möglichen fünf Punkten. Das gesamte Album („Die Texte, die Art, wie B-Tight sie serviert, die Geschichten, die er erzählt, bis hin zu den Beats“) wirke zwar „hoffnungslos von vorgestern“, jedoch könne man B-Tight dies durchgehen lassen, „weil er gar nicht erst behauptet, irgendwo anders zu schwimmen als auf der eigenen „Retro“-Welle.“ Er inszeniere sich „genau als das, was er ist: ein normaler, ein gerader Typ, „nicht perfekt, aber menschlich“, und damit tatsächlich ungeheuer liebenswert“, was ebenfalls an seiner „Selbstironie“ liege. Auch die Instrumentals „funktionieren im Grunde allesamt ganz gut“.
Andreas Haase von rappers.in gab A.i.d.S. Royal 2,5 von möglichen sechs Punkten und bezeichnete es als „ein sauber produziertes, neues „altes“ Album für die Nostalgiker und den inneren, bereits abgestumpften Fankreis.“ Dabei kritisiert er vor allem die Texte, die größtenteils vorhersehbar seien und „starke Abnutzungserscheinungen“ zeigten. Dagegen werden die Produktionen und B-Tights Raptechnik positiver gesehen.